# Île Pauline
Pour les articles homonymes, voir Pauline.
L'Île Pauline (en anglais île Pauline) est une petite île de l'archipel arctique canadien, du nom de Pauline Vanier.

## Caractéristiques
L'île Pauline est une petite île du groupe de l'Île de Bathurst, dans le territoire du Nunavut, au Canada (76° 01′ N, 103° 56′ O). 
Elle porte le prénom de Pauline Vanier (1898-1991), personnalité canadienne de l'éducation et de l'humanitaire. L'île Vanier, dans le même groupe d'îles, porte le nom de son mari le gouverneur général Georges Vanier.
Cette île est à ne pas confondre avec une autre île Pauline, située en Italie, près de Marciana Marina, et portant le prénom de Pauline Bonaparte.